# Arturo Arribas
Arturo Arribas Rodríguez (Madrid, 26 de octubre de 1965-Bellas Vistas, Madrid, 26 de enero de 2022) fue un actor español, célebre por interpretar a Lucas en Hospital Central.

## Filmografía

### Cine
- Un paraguas para tres (1992), de Felipe Vega.
- Acción mutante (1993), de Álex de la Iglesia.
- Hazlo por mí (1997), de Ángel Fernández Santos.
- No debes estar aquí (2002), de Jacobo Rispa.
- Dum dum (2003), de María Casal (corto).
- Buenos días (2003), de Peris Romano.
- Campos de luz (2004), de María Casal (corto).
- Múnich (2005), de Steven Spielberg.

### Televisión

#### Personajes fijos
- Al salir de clase (1998) como Julio
- Hospital Central (2001–2012) como Lucas
- Motivos personales (2005)
- Alfonso, el príncipe maldito (2010) de Álvaro Fernández Armero.

#### Personajes episódicos
- El súper
- Médico de familia
- A las once en casa
- Un chupete para ella
- 7 días al desnudo
- La que se avecina

### Teatro
- Palabras de Amor, Sangre en la Alfombra.
- El invierno bajo la mesa.
- Sólo cuando me río.
- Extraño anuncio.
- Hoy no puedo ir a trabajar, porque estoy enamorado.
- Las bicicletas son para el verano.
- Don Juan Tenorio.
- ...Y fueron felices.
- Cenix y Alcione.
- Somos nosotros.
- Cuatro historias de alquiler.
- El largo viaje hacia el norte.
- El tartufo.
- Marat/Sade
- Las troyanas